# Castillon-Debats
Castillon-Debats település Franciaországban, Gers megyében. Lakosainak száma 333 fő (2022. január 1.). Castillon-Debats Belmont, Dému, Lupiac, Margouët-Meymes, Préneron és Vic-Fezensac községekkel határos.

## Népesség
A település népességének változása:
| Lakosok száma | 432  | 377  | 348  | 319  | 330  | 330  | 323  | 324  | 324  | 333  |
|               | 1968 | 1982 | 1990 | 2006 | 2013 | 2015 | 2017 | 2019 | 2020 | 2022 |